# Кутюрье
Кутюрье́ (фр. couturier, couturière — портной, портниха, от couture — шитьё, сшивание) — портной-художник, художник-модельер, работающий в индустрии высокой моды в собственном ателье или же по контракту с ведущими салонами мод и эксклюзивными бутиками и создающий высокохудожественные модели одежды, а также аксессуары к ним. Слово «кутюрье» появилось во французском языке около 1870 года. Называть себя кутюрье может только член Синдиката высокой моды и только шьющий кутюрные наряды.

## История
Прообразом фигуры кутюрье считается Роза Бертен, модистка французской королевы Марии-Антуанетты. В 1675 году во Франции указом Жана-Батиста Кольбера была создана гильдия кутюрье. Она состояла из женщин-портних, которые специализировались на изготовлении предметов исключительно женского гардероба: халатов, юбок, манто, нижних рубашек и других изделий. Право на производство лифа и шлейфа платья оставалось за портными. В 1782 году с выходом нового постановления гильдии кутурье были даны и эти права, тем самым они получали полный доступ на производство женской одежды, а также домашнего платья для мужчин.
Процесс формирования образа кутюрье как художника, а не торговца или портного стал определяющим среди первых кутюрье конца XIX — начала XX века. Одним из таких традиционно считается модельер, создатель парижского Синдиката высокой моды Чарльз Фредерик Уорт (1825—1895). Он ввёл понятие «инновация», а в 1858 году открыл свой дом моды. На его смену пришёл его подмастерье Поль Пуаре (1879—1944), который первым превратил свою фамилию в фабричную марку, отбросив имя. После Первой мировой войны его дело продолжили три женщины-кутюрье: Мадлен Вионне, Коко Шанель и Жанна Ланвен.